# Jason Rich
Jason Rich, né le 5 mai 1986, à Pensacola, en Floride, est un joueur américain de basket-ball. Il évolue au poste d'arrière.

## Biographie
Le 10 août 2013, Rich signe au Vanoli Crémone en Italie.
Le 7 septembre 2014, il signe au Credito Di Romagna Forli. Le 16 octobre 2014, il quitte le club italien et signe pour le club de l'Élan Chalon.
Le 28 juin 2015, il signe à Paris-Levallois.
Le 1er juillet 2017, Rich rejoint le SS Felice Scandone. À la fin de la saison 2017-2018, il est nommé MVP de la saison.
Le 17 octobre 2018, il signe au Beşiktaş Istanbul en Turquie. Le 5 avril 2019, non payé, il décide de quitter le club turc en proie à des problèmes financiers.

## Carrière

### Jeune
- ????-2004 :  Dr Phillips High School
- 2004-2008 :  Seminoles de Florida State (NCAA)

## Clubs successifs
- 2008-2009 :  Cantu (LegA)
- 2009-2010 :  Maccabi Haifa (Ligat Winner)
- 2010-2011 :  Hapoël Jérusalem (Ligat Winner)
- 2011 :  Ostende (1er division)
- 2012 :  Crémone (LegA)
- 2012-2013 :  Krasnoïarsk (Ligue professionnelle)
- 2013-2014 :  Crémone (LegA)
- 2014-2015 :  Élan Chalon (Pro A)
- 2015-2017 :  Paris-Levallois Basket (Pro A)
- 2017-2018 :  SS Felice Scandone (LegA)
- 2018-2019 :  Beşiktaş Istanbul (TBL)
- 2019-2020 :  Gaziantep Basketbol (TBL)
- Depuis 2021 :  Napoli Basket (LegA)

## Palmarès
- MVP du Championnat d'Italie 2017-2018